# Caroline Pockels
Caroline Henriette Christine Pockels (geboren am 27. April 1828 in Benzingerode; gestorben am 28. März 1900 in Braunschweig) war eine deutsche Porträtmalerin.

## Leben
Pockels entstammte einer Beamten- und Pastorenfamilie aus dem Harz, die ursprünglich aus Holland stammte. Ihr Vater Carl (oder Karl) August Pockels war Pastor in Benzingerode, ihre Mutter war Henriette Luise (geborene Sindram). Sie hatte mehrere Geschwister, darunter den Hauptmann der österreichischen Armee Theodor Pockels (1830–11. Januar 1906). Sie arbeitete ab 1857 zunächst als Hauslehrerin und fertigte, laut den Angaben ihres Tagebuchs, seit 1857 Porträts in Aquarell und Pastell. Sie nahm an Ausstellungen teil und reiste 1864 über das Rheinland nach Paris. Sie malte jetzt in Ölfarben und besuchte eine von Charles Chaplin geleitete Malklasse für Frauen. Pockels erhielt Aufträge und stellte auch im Salon de Paris aus. Ihre Bilder verkauften sich gut und erlaubten es ihr, im Jahr 1871 nach London zu reisen. Sie kehrte 1872 nach Braunschweig zurück und unternahm anschließend eine Reise nach Italien, wo sie sich 1873 in Rom aufhielt. In ihrem Tagebuch verzeichnete sie bis zum Jahr 1894 377 Ölgemälde. Allein 43 ihrer Werke fertigte sie für die Braunschweiger Familie Löbbecke und 26 für die Familie von Veltheim. Einige ihrer Bildnisse kamen in das Städtische Museum in Braunschweig, darunter ihr Selbstporträt. Das Bildnis ihrer Nichte Agnes Pockels befindet sich im Besitz der TU Braunschweig. Der Physiker Friedrich Pockels war ihr Neffe.

## Werke (Auswahl)

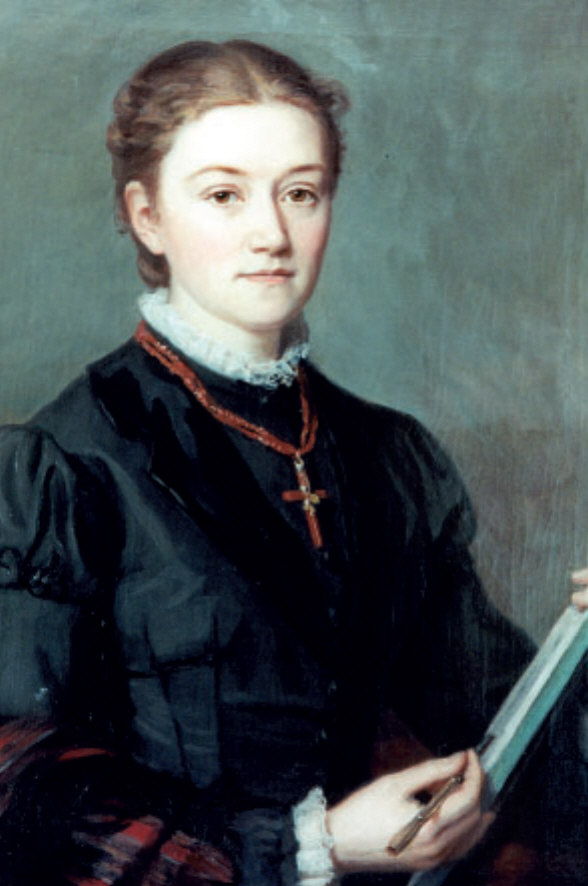
Agnes Pockels

- 1868: Porträts von Johanne Auguste Elise Bierbaum (geborene Pockels; 1830–1904) und ihrem Ehemann Georg Wilhelm Bierbaum (1812–1883)[5]
- 1869: Selbstporträt (Ölgemälde, alte Inventarnummer 523, Städtisches Museum Braunschweig)[5]
- 1873: Ölgemälde war auf der Weltausstellung in Wien in der Ausstellung des Deutschen Reiches zu sehen[6]
- 1874: Mädchenbildnis (Ölgemälde)[5]
- 1882: Porträt ihrer Nichte Agnes Pockels (Ölgemälde)